# 谷永江
谷永江（？—），男，中華人民共和國政治人物，曾任中華人民共和國對外貿易經濟合作部副部長、中國第三任復關／入世談判首席代表，華潤（集團）有限公司董事長，第九、十屆全國政協委員。